# Nasr athletic Hussein Dey (volley-ball)
Cet article concerne le club omnisports. Pour la section basket-ball, voir Nasr athletic Hussein Dey (basket-ball). Pour la section football, voir Nasr Athletic Hussein Dey (football). Pour la section volley-ball, voir Nasr athletic Hussein Dey (volley-ball).
Maillots
Dernière mise à jour : 12 janvier 2021.
Nasr Athletic Hussein Dey (section volley-ball), (en arabe : النصر الرياضي لحسين داي), plus couramment abrégé en NA Hussein Dey ou encore en NAHD, est l'une des nombreuses sections du Nasr Athletic Hussein Dey, club omnisports basé dans le quartier de Hussein Dey dans la Wilaya d'Alger.

## Palmarès

### Masculin
- Championnat d'Algérie (14)
  - Champion : 1971, 1972, 1973, 1974, 1975, 1976, 1977, 1978, 1983, 1984, 1988, 1992, 1993, 1996.

- Coupe d'Algérie (11)
  - Vainqueur : 1970, 1971, 1972, 1974, 1975, 1976, 1977, 1980, 1986, 1987, 1993.

- Coupe d'Afrique des clubs champions (1)
  - Vainqueur : 1990.

### Féminin
- Championnat d'Algérie (10)
  - Championne : 1963, 1964, 1965, 1966, 1967, 1968, 1969, 1970, 1971, 1977.

- Coupe d'Algérie (7)
  - Vainqueur : 1967, 1968, 1969, 1970, 1971, 1972, 1989.